# Мир — хижинам, война — дворцам!

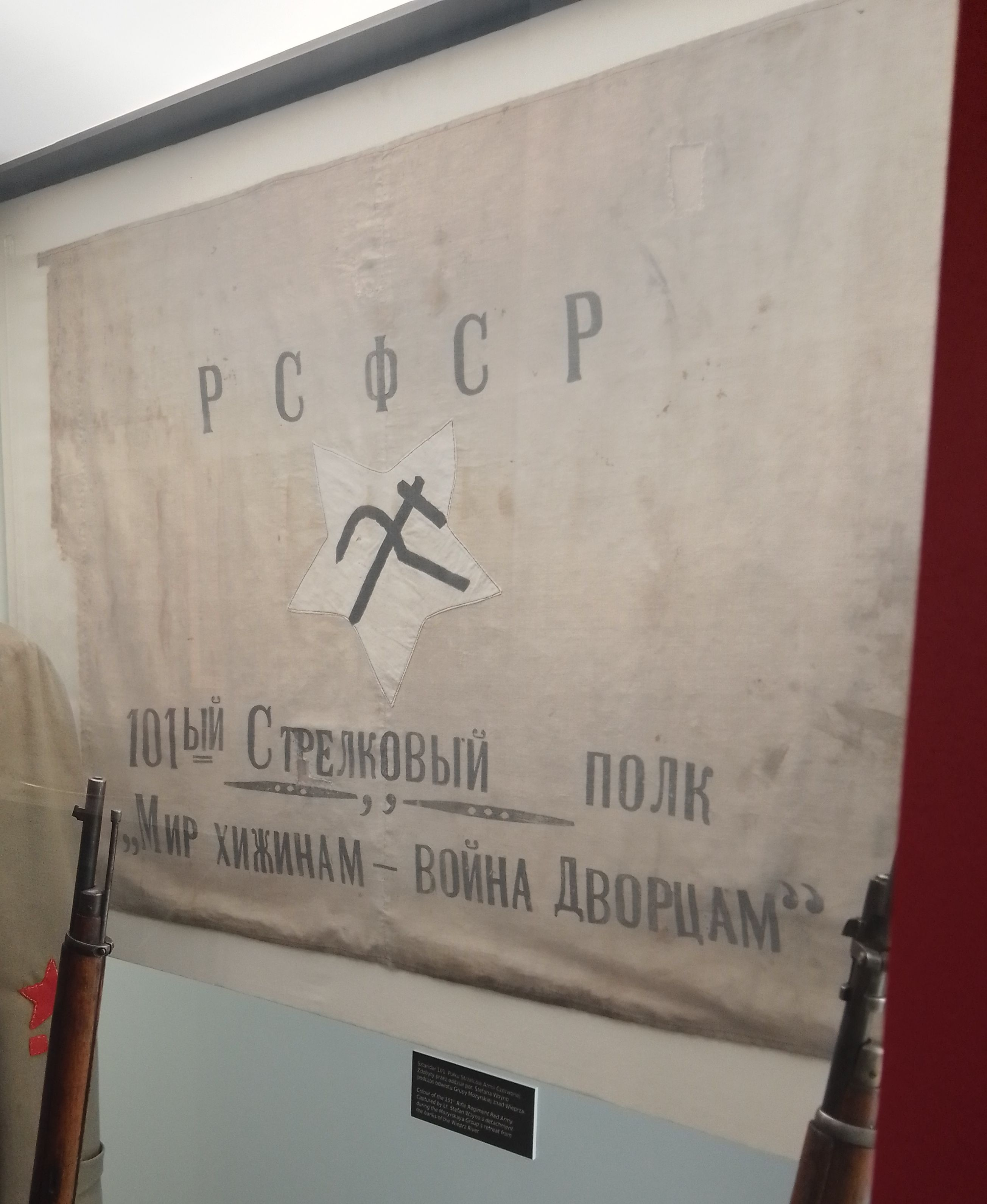
Знамя советского 101-го стрелкового полка с девизом «мир — хижинам, война — дворцам».

«Мир — хижинам, война — дворцам!» (Guerre aux châteaux, paix aux chaumières!) или «Мир — халупам, война — дворцам!» — политический лозунг, крылатое выражение.
Где:
- хижина, лачуга, халупа — примитивное, маленькое, бедное, жалкое жилище бедного человека (крестьянина);
- дворец — сложное, большое, богатое, роскошное жилище богача.

## Происхождение и значение выражения
Этот призыв впервые прозвучал в 1792 году по инициативе Себастьена-Рока Николя де Шамфора в докладе французского революционера, члена Конвента (национального собрания) Пьера-Жозефа Камбона. Шамфор устами Камбона потребовал, чтобы командование французских войск уничтожало везде феодальные порядки и заменяло чиновников старой власти представителями народа. Призыв приобрёл популярность и часто звучал как клятва революционеров.
В 1834 году эти слова повторил немецкий писатель Георг Бюхнер, который начал ими («Friede den Hütten, Krieg den Palästen») прокламацию «Der Hessische Landbote», адресованную крестьянам.
Во времена Гражданской войны в России, украинские большевики использовали этот лозунг в плакатах и открытках.

## В литературе и кино
- «Мир хижинам, война дворцам» (1959) — название исторического романа Юрия Смолича.
- «Мир хижинам, война дворцам» — четырёхсерийный фильм, снятый по мотивам дилогии Юрия Смолича «Мир хижинам, война дворцам» и «Ревёт и стонет Днепр широкий»[4].
- «Мир — хижинам, война — дворцам» (1919) — фильм М. Бонч-Томашевского.